# Gotico rurale
Gotico rurale è una raccolta di racconti del 2000 di Eraldo Baldini.
Il libro ha vinto il Premio Settembrini della Regione del Veneto. Il racconto Re di Carnevale ha vinto il premio per il miglior racconto inedito al Mystfest di Cattolica nel 1991.
La nuova edizione, uscita nel 2012 presso l'Einaudi, contiene sei racconti in più, di cui cinque già apparsi in raccolte antologiche ed uno del tutto inedito. Nel 2024 è stata pubblicata un'ulteriore nuova edizione, comprensiva di due ulteriori racconti.

## Racconti contenuti nell'edizione del 2000

### La collina dei bambini[5]
Durante un lavoro di sbancamento di una collina vicino alla casa dello scrittore trentacinquenne Gianni Vincenzi, viene ritrovato un gran numero di scheletri di bambini, che vengono valutati vecchi di circa ottocento anni. Gianni compie ricerche negli archivi e ipotizza che si tratti dei resti di un gruppo sbandato della cosiddetta Crociata dei bambini, morto in parte di stenti e in parte trucidato dai villici che li ritenevano posseduti dal demonio.

### A lume di candela[5]
In un paesello dell'Appennino Tosco-Emiliano si ha un'ondata di suicidi: le vittime vengono trovate impiccate in casa vicino a una candela accesa. Dieci anni prima vi era morto un uomo soprannominato Beppe Cattivo, che col suo carro faceva commissioni per la gente della borgata. In una gelida sera d'inverno aveva avuto un incidente ed era rimasto bloccato: per scaldarsi e per farsi notare aveva acceso le candele che aveva comprato per i suoi compaesani, ma nessuno di questi era andato a controllare e Beppe Cattivo era morto assiderato. Tra i suoi antichi clienti si fa strada l'idea che li stia chiamando ad uno ad uno.

### Di pietra e di ghiaccio
Poco dopo la fine della Grande Guerra, in un paese ai piedi della Marmolada vive Florian, un bambino orfano di padre. Sua madre pensa di risposarsi con Toni, un uomo avvinazzato e violento, vedovo anch'egli. La notte di Natale Toni crede di vedere il fantasma della figlioletta defunta e per raggiungerla sprofonda in uno stagno ghiacciato, trovandovi la morte; ma è stato uno stratagemma escogitato da Florian, con la complicità della sua amichetta Martina, per togliere di mezzo il potenziale patrigno.

### Il grande secco[5]
In un paese funestato dalla siccità, una vecchia depositaria della sapienza popolare consiglia di immergere la statua del santo patrono in uno stagno per richiamare la pioggia, ma il nuovo parroco si rifiuta di adempiere a quelle che ritiene delle sciocche superstizioni. Dopo due giorni di forti piogge, il cadavere del prete riemerge dallo stagno, legato strettamente alla statua del santo.

### Re di Carnevale[5]
Il giornalista Bianchini è inviato dal suo principale, appassionato di tradizioni popolari, a scrivere un pezzo sul Carnevale di Carsano, un paese isolato tra i monti della Romagna. Giunto sul posto, si scontra con la chiusura degli abitanti, poco propensi a parlare delle loro usanze con un forestiero; ma quando questi lo sentono annunciare telefonicamente al capo che intende andarsene senza scrivere l'articolo, cambiano atteggiamento e lo invitano ad essere il "re" della loro festa del martedì grasso.
Bianchini viene condotto, in una festosa processione composta da carsanesi con costumi da albero e da animali, ad un rogo sul quale viene bruciato per celebrare la fine del Carnevale.

### Chi vive nell'olmo grande?[5]
L'olmo grande è una pianta dalla fama sinistra, ai margini di un campo vicino ad un canale. Ai bambini, perché ne stiano lontani, si racconta che dalla sua oscura cavità vengano le anime dei neonati, oppure che vi abitino le streghe o le anime dei trapassati. Nella realtà è frequentato da gente poco raccomandabile, come drogati o zingari, oltre che da coppiette in cerca d'intimità. Una sera una ragazzina, per far cessare le chiacchiere del fratellino e degli altri bambini, va da sola al grande albero e viene ritrovata letteralmente morta di paura. Ad averla spaventata a tal punto erano stati gli allocchi che avevano fatto il nido nella cavità.

### Nella nebbia
Un maestro viene trasferito in un paese della bassa pianura dove d'inverno la nebbia è particolarmente fitta. I suoi scolari gli raccontano della Borda, un mostro che quando c'è nebbia attirerebbe i bambini nei fossi, strangolandoli con una corda. Gli adulti spiegano al maestro che la Borda simboleggia la personificazione della nebbia e dei suoi pericoli, ma lo esortano comunque a non perdersi nei campi quando la nebbia riduce troppo la visibilità. L'insegnante, quasi per un senso di sfida, passeggia lo stesso per la campagna; un bambino della sua classe, uscito con un lume per venirgli incontro, viene ritrovato morto in un canale, con una corda al collo.

### L'insuccesso scolastico e le sue conseguenze[5]
Nel paese di Lancimago, nella pianura romagnola, vive Francesco Zani, un bambino gracile, emarginato dai compagni e non molto bravo a scuola, malgrado non sia uno stupido. Francesco, trascurato dalla madre alcolizzata e spesso picchiato dal padre violento, era molto legato al nonno, da poco deceduto, che gli raccomandava di non avvicinarsi al pozzo nell'orto, perché vi abitava una vecchia che acchiappava i bambini e li trascinava giù. Un giorno prende quattro in un compito di matematica; nel pomeriggio, quando va sul campetto dove si ritrovano gli altri ragazzi per giocare a calcio, si rifiuta di stare in porta come al solito e viene per questo brutalizzato. Tornato a casa, si butta nel pozzo pregando il nonno di portarlo con sé.
I ragazzi che l'hanno violentato temono che la loro malefatta venga a galla; i loro nervi cedono progressivamente, il rendimento scolastico ne risente e uno dopo l'altro si suicidano. Il maestro attribuisce la morte di Francesco e dei suoi compagni alla vergogna per i brutti voti.

### Il Gorgo Nero[5]
Adelmo è un pittore genovese che si trova ospite di una famiglia contadina della Romagna per dipingere i paesaggi della pianura. Un giorno sente uno strano rumore nell'aria: il capofamiglia gli spiega che si tratta del Gorgo Nero, un suono che preannuncia sciagure che si ritiene abbia origine sotto il Monte Falterona. Adelmo si reca là, ma i locali sostengono che il Gorgo Nero provenga da qualche parte nel Casentino. A Badia gli dicono che l'origine del Gorgo è nella Tana del Re Tiberio, ma quando vi arriva un vecchio del posto gli dice che il Gorgo Nero è un pozzo senza fondo comunicante col mare giù in pianura. Adelmo decide che l'origine del Gorgo Nero non può essere trovata e torna a casa, notando che è scoppiata un'epidemia di colera.

### Foto ricordo
In occasione della festa patronale di una cittadina romagnola, il fotografo del giornale locale immortala il parroco, don Guido, e il presidente della Pro Loco, Tommaso Martini. Una volta sviluppata la fotografia, vi compare però anche una terza persona, una vecchietta che viene identificata come Clara Raggi detta Nonna Clara, protagonista di un terribile fatto di cronaca nera nel 1963. I due fratellini Tommaso e Martina Martini erano scomparsi: si riteneva che fossero affogati nel fiume, vicino alla casa di Nonna Clara, ma i loro corpi non erano stati trovati. Vennero invece ritrovati in casa della vecchia: i resti di Martina nella pentola e nel piatto di Nonna Clara; Tommaso, ancora vivo ma svenuto, era prigioniero in cantina. Nonna Clara fu internata in un manicomio criminale, mentre la storia fu tenuta nascosta a Tommaso, che non ricordava più niente. La riapparizione di Nonna Clara avviene una volta che i suoi resti sono stati riesumati e posti nell'ossario comune, dopo aver tolto i legacci rossi con cui erano stati sepolti. Tommaso Martini viene ritrovato cadavere con la gola squarciata da morsi come di una belva; nelle foto di gruppo per la comunione e la cresima Nonna Clara compare ancora.

### Urla nel grano[5]
Enrico, che ha combattuto nella Grande Guerra col grado di tenente ed è stato gravemente ferito ad una gamba, accetta di passare la convalescenza in campagna, ospite degli zii, nel periodo della mietitura. In mezzo ai campi i contadini erigono un grande covone a cui viene data una forma vagamente umana, a rappresentare lo Spirito del Grano. Anche per allontanare tale spirito, oltre che per segnalare la loro posizione ai portatori d'acqua, i mietitori a mezzogiorno lanciano delle forti urla, poiché si ritiene che esso si aggiri per i campi a mezzogiorno e a mezzanotte.
Una notte, mentre non riesce a dormire, Enrico vede la figlia dei salariati degli zii che va nei campi. Si alza per seguirla, ma a mezzanotte si ritrova a tu per tu con lo Spirito del Grano ed è lui a cacciare un urlo di terrore.

### In fila per due
Un bambino di nove anni, al funerale della sua compagna di classe Stefi morta in un incidente stradale (che lui riteneva la sua fidanzata segreta), si rifiuta di stare in fila per due come gli altri suoi compagni: infatti stringe di nascosto la mano di Stefi, staccata dal braccio, che tiene in tasca.

## Racconti aggiunti nell'edizione del 2012

### Arrivano dal buio[6]
Michele è un giornalista cinquantenne, da poco lasciato dalla moglie, che ha subito uno spaventoso incidente stradale. Dopo le dimissioni dall'ospedale, decide di passare la convalescenza presso gli zii che vivono in montagna, dove non tornava da molti anni. Una sera, anche altri parenti arrivano a casa per partecipare all'accensione di falò e a un momento conviviale. Ad un certo punto, rientrano tutti in casa mentre dall'esterno si percepiscono strani rumori e bagliori, che sembrano un fenomeno elettrico. Dopo che questi sono terminati, Michele nota nell'erba dei cerchi nel grano, nei quali i suoi parenti si rotolano per trarre giovamento per la salute. Anch'egli vi si getta e ne viene guarito dai dolori ossei; malgrado la sua professione, accondiscende alle richieste dei suoi parenti di non divulgare il fenomeno.

### Country Fight Club[7]
Un complesso rock viene chiamato a suonare in occasione di una sagra in un paesino della Romagna. Il cantante Davide detto Delvis, dopo l'esibizione, si apparta con la cameriera che li ha serviti allo stand gastronomico, una brunetta minuta ma dalla forte muscolatura che dice di praticare pugilato e arti marziali. Al momento di ripartire, non si fa vivo; grazie all'intervento dei carabinieri viene ripescato mezzo affogato da uno stagno dove la ragazza (che aveva come soprannome "La Mantide") l'aveva gettato dopo averlo malmenato. Per la giovane viene disposto un trattamento sanitario obbligatorio.

### La Befana vien di notte[8]
In un paese di montagna c'è l'usanza, la notte dell'Epifania, che ogni famiglia offra un rinfresco ai Pasquaroli, musici che vanno di casa in casa ad augurare la buona ventura. Marco Silvestroni, che ha raggiunto con la sua famiglia e un paio di ospiti la casa di montagna dei suoi avi per trascorrervi qualche giorno, vorrebbe perpetuare la tradizione e offrire per qualche minuto un riparo ai suonatori infreddoliti, ma l'amico Federico li caccia via perché teme di rimanere a corto di provviste, dato che la loro permanenza potrebbe prolungarsi a causa delle forti nevicate.
Dopo qualche ora, un nuovo canto viene sentito fuori dalla casa, ma questi Pasquaroli hanno l'aspetto di persone morte (Marco vi riconosce il fratello Giorgio, perso qualche settimana prima) e intonano la filastrocca della Befana, che viene e ti porta via.

### Notte di San Giovanni[9]
Poco dopo la fine della Seconda guerra mondiale, Enrico è un bambino romagnolo orfano di padre. Lisa, sua madre è stata esposta al pubblico ludibrio per aver avuto una relazione con un soldato tedesco; ora ha un nuovo fidanzato del paese, Adelmo, che però non intende esporsi eccessivamente. Enrico è molto legato al nonno, che gli racconta che in occasione della notte di San Giovanni le streghe vagano per i campi: se uno riesce a riconoscere una strega in un crocicchio può obbligarla a fargli un dono, ma se viene prima riconosciuto da lei perderà la sua anima; in ogni caso, un forcone è una difesa adeguata.
La notte fatale, Enrico si apposta per cercare di vedere una strega; anche sua madre è in giro, per cercare erbe officinali e incontrarsi con Adelmo. Riconoscendo suo figlio, lo chiama; il bambino, credendo di essere stato visto da una strega, la trafigge col forcone. Ora ha veramente perso la sua anima.

### A volte sbagliano[10]
Nel 1967, in piena corsa alla Luna, l'ingegnere romagnolo Davide Berti incontra l'americano John McBride, suo vecchio amico che lavora per il NORAD. Il loro incontro è spiato da agenti del KGB, che s'impadroniscono di una carta sulla quale Berti avrebbe tracciato una mappa lunare che proverebbe che le comunicazioni dei cosmonauti sovietici (e in particolare dell'astronauta Komarov, in difficoltà in quel momento) vengono intercettate. Gli uomini del Cremlino cercano di rapire Berti e McBride, ma sono fermate da agenti italiani, grazie ad un russo che fa il doppio gioco. Alla fine Berti rivela l'equivoco: la supposta mappa lunare non è che una piadina romagnola, e le posizioni delle antenne-spia sono in realtà le località dove la fanno migliore.

### I denti del nonno
In una numerosa e disastrata famiglia la vita dell'ultimogenita Angelina è sistematicamente minacciata dalla sorella Betta di cinque anni, che la butta spesso tra i liquami del cesso. Un giorno, dato che la piccola fatica a riprendersi dalla dissenteria, viene chiamato il medico, il quale tra l'altro nota la perfetta e bianchissima dentatura del nonno della bambina. Prova a fargli aprire maggiormente la bocca per osservare i molari, ma il vecchio gli tronca di netto un dito.
Dopo qualche tempo, il nonno subisce un colpo apoplettico e muore. I nipoti, con qualche difficoltà, gli asportano le arcate dentarie, con le quali realizzano dei formidabili arnesi da scasso. Dopo un certo numero di colpi sono però costretti a disfarsene perché costituirebbero delle prove compromettenti; pensando all'ereditarietà, estraggono i denti del loro padre, ancora vivo, che tuttavia si rivelano deboli e malati.

## Racconti contenuti nell'edizione 2024

### Breve la vita libera di Giovanni il Bianco
Giovanni è un ragazzino affetto dal albinismo e pertanto tenuto segregato dal padre, un vedovo rozzo e crudele costruttore di bare; il bambino trascorre le sue giornate spiando i suoi coetanei dalla finestra e giocando con le bare del padre. Un giorno, mentre è nascosto all'interno di una di esse, una frana distrugge il casolare in cui i due abitano e trascina la cassa con dentro Giovanni lungo un fiume, fino a fermarsi a valle: Giovanni assapora per pochi istanti la libertà, ma un gruppo di bambini, scambiandolo per un demone, lo addita agli altri cittadini perché lo uccidano.

## Edizioni
- Eraldo Baldini, Gotico rurale, postfazione di Francesco Guccini, Milano, Frassinelli, 2000, ISBN 8876846131. Ospitato su archive.org.
- Eraldo Baldini, Gotico rurale, collana Frassinelli Paperback. Narrativa 23, postfazione di Francesco Guccini, Milano, Frassinelli, 2004, ISBN 9788882747671.
- Eraldo Baldini, Gotico rurale 2000-2012, collana Stile libero. Big, Torino, Einaudi, 2012, ISBN 9788806209728.